# NGC 1880
NGC 1880 est une nébuleuse en émission situé dans la constellation de la Dorade. Cette nébuleuse est située dans le Grand Nuage de Magellan. NGC 1880 a été découverte par l'astronome écossais James Dunlop en 1826.
En compagnie de NGC 1874, NGC 1876 et de NGC 1877, NGC 1880 fait partie d'une vaste région HII du Grand Nuage de Magellan appelée N113,,,.